# Angelo Scalpati
Angelo Scalpati (... – 22 maggio 1969) è stato un politico e giornalista italiano.

## Biografia
Avvocato e giornalista, fu per diciannove anni direttore del Corriere dell'Irpinia di Avellino. Esponente della Democrazia Cristiana, fu vicino alla corrente del conterraneo Fiorentino Sullo.
Eletto consigliere provinciale, divenne presidente della provincia nel 1961, alla guida di una giunta di centro-sinistra comprendente anche un socialdemocratico e un socialista.
Nel febbraio 1965 venne eletto sindaco di Avellino, riuscendo a governare l'amministrazione con una maggioranza risicata e segnata dalle tensioni tra le correnti interne della DC.
Morì improvvisamente il 22 maggio 1969.